# 연백군
연백군(延白郡)은 1952년까지 황해도에 있던 군(郡)이다. 1914년 4월 1일 연안군(延安郡)과 배천군(白川郡)을 합하여 연백군이 되었다.

## 자연
황해도의 동남 경기만에 면하고, 북부는 구릉성 수양산맥이 동서로 뻗어 목단산(牧丹山)·운두봉(雲頭峯)·황의산(黃衣山, 479ｍ) 등이 있으며, 그 지맥이 남쪽 해안 쪽으로 뻗어 중앙에 해성반도를 돌출시켜, 해안의 단조(單調)를 깨뜨려 서쪽에 용도만, 동쪽에 호남만으로 분리시켰다. 군의 남반부는 광활한 해안 평야로 동서의 군계를 이루는 례성강·화양강의 2대 강과 옥산강(玉山江)·라진포천(羅津浦川)·풍천(楓川) 등 하천의 퇴적 작용과 해저 융기로 이루어지고, 해안은 넓은 간석지가 있어 대규모 간척사업이 이루어졌다. 연안 도서로는 역구(驛鷗)·신·구 증산 등 7개 도서가 있다.

## 역사
연안(延安)은 본래 고구려 때 동음홀(冬音忽) 시염성(豉鹽城)으로 불리다가 신라 때 해고군(海皐郡)으로, 고려 초에 염주(鹽州)로 개칭되었다. 이 후 영응(永膺)·석주(碩州)로 불리다가 충렬왕 때 온주목(溫州牧)으로 승격되었으며, 충선왕 때 연안부(延安府)가 되었다. 조선시대에는 조창 중 하나인 금곡포창이 설치되었고, 조선 태종 13년(1413) 도호부가 되면서 경기도에서 황해도로 이관되었다. 1895년에 다시 군이 되었고, 1914년에 배천군과 평산군의 괘궁(掛弓)·목단(牧丹) 2면을 합하여 연백군으로 개칭했다.
배천(白川)은 고구려의 도납현(刀臘縣) 치악성(雉岳城)으로 불리다가 신라 때는 구택으로 고치고 해고군(海皐郡)의 영현(領縣)이 되었다. 고려 초부터는 배천으로 고치고 조선 태종 13년(1413)에 군이 되었으며, 1914년에 연안군과 합쳐졌다.
- 1914년 4월 1일 : 연안군(延安郡)과 배천군(白川郡)을 합하여 연백군이 되었다.[1]
- 1935년 : 연안면을 연안읍(邑)으로 승격하였다.
- 1945년 9월 2일 : 미국과 소련이 한반도를 분할 점령함으로써 연백군의 대부분 지역이 미군정 관할 아래, 38선 이북인 목단면·금산면 전부, 운산면·화성면 대부분이 소련군정 관할 아래에 들어갔다.[2] (1읍 19면 → 1읍 15면)
- 1945년 11월 4일 : 황해도 연백군의 38선 이남 지역(연안읍·괘궁면·도촌면·봉북면·봉서면·석산면(화성면 일부 합면)·송봉면·온정면·용도면·유곡면·은천면(운산면 일부 합면)·해룡면·해성면·해월면·호남면·호동면)이 38선 이남의 벽성군 4개면(내성면·추화면·일신면·청룡면)과 함께 경기도 연백군에 편입되었다.[2][3][4] (1읍 19면)
- 1950년 : 조선민주주의인민공화국이 38선 이북의 연백군에 평산군 적암면과 금천군 산외면, 서북면을 편입시키고, 한국전쟁으로 점령한 38선 이남의 연백군에 남연백군을 설치하였다.[5]
- 1952년 12월 : 한국 전쟁 중에 조선민주주의인민공화국이 행정구역을 개편하여 연백군과 남연백군을 폐지하고, 배천군(운산면·화성면·금산면·은천면·석산면·도촌면·해월면과 호동면 일부)과 연안군(용도면·괘궁면·호남면·봉서면·해성면·송봉면과 목단면·호동면·봉북면·해룡면·연안면의 일부)을 신설하였다. 구 벽성군 지역이었던 추화면·내성면·일신면·청룡면에는 청단군이, 구 금천군 산외면·서북면과 구 평산군 적암면에는 평천군이 신설되었다.
- 1953년 7월 27일 : 한국 전쟁의 결과, 연백군 전역(全域)이 군사분계선 이북 지역이 되었다.

## 참고 자료
- 《한국민족문화대백과》, <연백군>
- 우진지도문화사, 《최신 북한·중국지도》